# Me & My Friends
Me & My Friends – piosenka zespołu Red Hot Chili Peppers, pochodząca z ich wydanego w 1987 roku albumu, The Uplift Mofo Party Plan. Stanowi ona trzeci utwór na płycie, a także została wydana jako singel. Tekst został napisany przez wokalistę zespołu Anthony'ego Kiedisa, opowiada o swoim najlepszym przyjacielu Hillelu Slovaku.